# Toxocarpus
Toxocarpus es un género perteneciente a la familia de las apocináceas con 81 especies de plantas fanerógamas. Es originario de Asia y de las islas del Pacífico.

## Descripción
Son arbustos sufrútices, enredaderas o lianas, de 5-10 m de altura; los brotes lenticellados, tomentosos  o con vellosidades.  Las láminas foliares herbáceas o coriáceas, de 2.5-15 cm de largo y 1.7 cm de ancho, ovadas, basalmente redondeadas o cuneadas, el ápice agudo o acuminado a apiculado, u obtusa a emarginado.
Las inflorescencias son axilares o extra-axilares, más cortas que las hojas adyacentes, con 3-10 (muchas) flores, laxas.

## Especies seleccionadas
Lista de especies
- Toxocarpus acuminatus
- Toxocarpus africanus
- Toxocarpus ankarensis
- Toxocarpus aurantiacus
- Toxocarpus auriculatus